# Hüseyin Erdem
Hüseyin Erdem (* 1949 in Yayladere, Provinz Bingöl, Türkei) ist ein aus der Türkei stammender kurdischer Schriftsteller und Drehbuchautor, der auf Deutsch, Türkisch und Kurdisch veröffentlicht. Er war 1988 Initiator und Gründungsvorsitzender des kurdischen PEN-Zentrums.

## Leben und Werk
Erdem wuchs in Istanbul auf und studierte später an der Universität Istanbul Rechtswissenschaften. Von 1969 bis 1976 war er Redakteur der türkischen Literaturzeitschrift Yeni Ufuklar – Neue Horizonte. Im Jahre 1980 emigrierte er dann nach Deutschland und arbeitet dort zunächst als Redaktionsmitglied der türkischsprachigen Zeitung Demokratie Türkiye. An der Universität zu Köln studierte er dann Germanistik, Slavistik, sowie Völkerrecht und Allgemeine Sprachwissenschaft. 1984 gründete er das Institut für Turkologie und Kurdologie und unterrichtet dort seitdem nicht nur türkische und kurdische Sprache, Literatur und Sprachwissenschaften, sondern auch Osmanistik. Er arbeitet ferner als freier Mitarbeiter des Westdeutschen Rundfunks.
In Deutschland wurde Erdem literarisch erstmals innerhalb der "Gastarbeiterliteratur"- Anthologie Annäherungen – Prosa, Lyrik und Fotografiken aus dem Gastarbeiteralltag, die 1982 von Franco Biondi, Jusuf Naoum und Rafik Schami herausgegeben wurde, von einem größeren Publikum wahrgenommen.
1985 veröffentlichte er dann das von ihm auf Deutsch und Kurdisch erzählte kurdische Märchen Siyabend und Xecê, das auf einer alten kurdischen Sage beruht, als zweisprachiges Bilderbuch. 1991 wurde das Buch als deutsch-türkische Co-Produktion (Senar Film/WDR) verfilmt. Für diesen Film, der oft als erster kurdischsprachiger Spielfilm überhaupt bezeichnet wird, schrieb Erdem auch das Drehbuch.
Erdems Hörspiel Das Feuer wird nie erlöschen (1986), das sich der kurdischen Minderheit in der Türkei widmet, wurde vom WDR produziert. Ein weiterer Hörfunkbeitrag Erdems (Türkische Lieder über die Fremde) wurde 1991 mit dem Civis-Medienpreis ausgezeichnet.
Bei der internationalen PEN-Konferenz 1988 in Cambridge leitete Hüseyin Erdem, der seit 1984 Kurdologie an der Universität Köln lehrt, einen Prozess ein, der zur Gründung eines kurdischen PEN-Zentrums führte, dessen Mitglieder heute zu einem großen Teil in Deutschland leben. Unterstützt wurde Erdem durch andere PEN-Zentren und diverse kurdische Autoren. Erdem ist auch langjähriges Mitglied des deutschen PEN-Zentrums.

## Auszeichnungen
- Civis-Medienpreis 1991 in der Sparte Hörfunk für Türkische Lieder über die Fremde im WDR
- Human Rights Watch Nicest Filmmaker Award 1993 für den Film Siyabend und Xecê
- Auszeichnung für außerordentliche Verdienste an der Philosophischen Fakultät der Universität zu Köln 2008[4]

## Werke
- Siyabend ile Xece, Belge Yayınları, ISBN 975-10-1442-5, İstanbul 1999
- Dağlar Tanıktır, Belge Yayınları, ISBN 975-344-008-1, İstanbul 1992

### Deutsche Übersetzungen
- Siyabend und Xecê, Essen : Klartext-Verlag, 1985.
- Die Schlange des Hauses. Ein kurdisches Märchen (Kalligrafie: Rolf Lock), Raunheim, 1993.[5]
- Die Mohnblumen. Ein kurdisches Märchen (Kalligrafie: Rolf Lock), Raunheim, 2004.[6]